# Patriarcado de Tarnovo

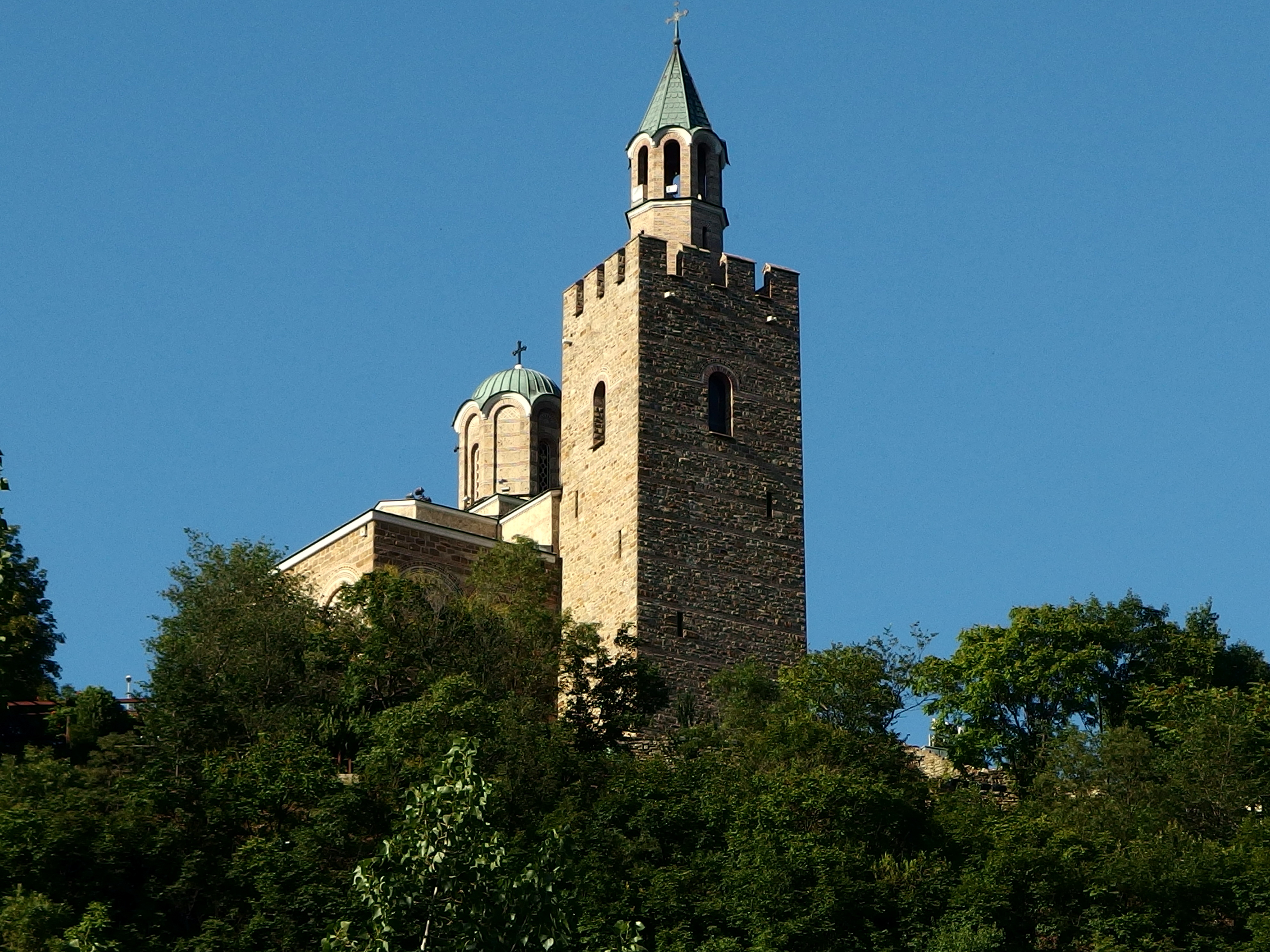
Vista de la Catedral Patriarcal de la Santa Ascensión de Dios, sede del Patriarcado de Tarnovo.

El Patriarcado de Tаrnovo (en búlgaro: Търновска патриаршия) fue el nombre de la Iglesia ortodoxa de Bulgaria independiente en el período de 1235 y 1393.

## Historia
Después de que los hermanos búlgaros Iván Asen I y Pedro II restablecieran el Imperio búlgaro en 1185, tomaron medidas para restaurar la iglesia autocéfala búlgara. Dado que el reconocimiento de una iglesia independiente por el patriarca de Constantinopla era imposible, los búlgaros concluyeron temporalmente una unión con la Iglesia católica hasta 1235, cuando después del Concilio de la Iglesia en Lámpsaco la Iglesia ortodoxa búlgara fue reconocida como patriarcado independiente con su sede en la capital, Tarnovo. El primer patriarca de Tarnovo fue Joaquín I de Bulgaria. El último patriarca que residió en Tarnovo fue Eutimio que fue enviado al exilio por los otomanos después de que se apoderaron de la capital búlgara en 1393.

## Patriarcas de Tarnovo
| Patriarcas de Tarnovo (1235-1393) |               |                 |         |
| Patriarca                         | San Joaquín I | 1235-1246       | Tarnovo |
| Patriarca                         | Visarión      | c. 1246         | Tarnovo |
| Patriarca                         | Basilio II    | 1246-c. 1254    | Tarnovo |
| Patriarca                         | Basilio III   | c. 1254-1263    | Tarnovo |
| Patriarca                         | Joaquín II    | 1263-1272       | Tarnovo |
| Patriarca                         | Ignacio       | 1272-1277       | Tarnovo |
| Patriarca                         | San Macario   | 1277-1284       | Tarnovo |
| Patriarca                         | Joaquín III   | 1284-1300       | Tarnovo |
| Patriarca                         | Doroteo       | 1300-c. 1315    | Tarnovo |
| Patriarca                         | Román         | c. 1315-c. 1325 | Tarnovo |
| Patriarca                         | Teodosio I    | c. 1325-1337    | Tarnovo |
| Patriarca                         | Juanicio I    | 1337-c. 1340    | Tarnovo |
| Patriarca                         | Simeón        | c. 1341-1348    | Tarnovo |
| Patriarca                         | Teodosio II   | 1348-1363       | Tarnovo |
| Patriarca                         | Juanicio II   | 1363-1375       | Tarnovo |
| Patriarca                         | San Eutimio   | 1375-1393       | Tarnovo |